# Szonja Gávai
Szonja Gávai (født. 19. august 1993 i Budapest) er en kvindelig ungarsk håndboldspiller, der spiller for Érdi VSE og Ungarns håndboldlandshold.